# Rivière aux Cenelles
Rivière aux Cenelles är ett vattendrag i Kanada.   Det ligger i provinsen Québec, i den sydöstra delen av landet, 220 km nordost om huvudstaden Ottawa. Rivière aux Cenelles ligger vid sjön Lac aux Cenelles.
I omgivningarna runt Rivière aux Cenelles växer i huvudsak blandskog. Trakten runt Rivière aux Cenelles är nära nog obefolkad, med mindre än två invånare per kvadratkilometer.